# Ponganalu
Le ponganalu (పొ౦గనాలు) est une collation traditionnelle de l'Andhra Pradesh, du Telangana et du Karnataka. C'est un aliment moelleux et onctueux, parfois farci d'oignons, de maïs ou de coriandre pour le goût. Il est consommé avec du chutney de cacahuète ou de pudina. Il utilise les mêmes ingrédients que le dosa. Certains hôtels à Hyderabad sont fréquentés pour ces délicieuses collations, comme Anil's Ponganalu Point.